# James Budd
Pour les articles homonymes, voir Budd.
James Herbert Budd (18 mai 1851-30 juillet 1908) était un avocat et homme politique américain, membre du Parti démocrate. Il est membre de la Chambre des représentants des États-Unis de 1883 à 1885 avant d'être élu gouverneur de Californie de 1895 à 1899.

## Biographie
James Budd est né le 18 mai 1851 à Janesville dans le Wisconsin. À l'âge de 7 ans, il émigre vers l'ouest avec sa famille et s'installe à Stockton en Californie. Il est diplômé de l'Université de Californie à Berkeley en 1873. Au cours de sa scolarité à Berkeley, il est membre de la fraternité étudiante des Zeta Psi. En 1874, il est inscrit au barreau californien.